# Chuang Ťü
Chuang Ťü (čínsky pchin-jinem Huáng Jú, znaky zjednodušené 黄菊, tradiční 黃菊, 28. září 1938 – 2. června 2007) byl čínský komunistický politik, původně inženýr-elektrotechnik v šanghajských závodech postoupil na manažerské pozice a začátkem 80. let přešel do politiky. Do významných funkcí se dostal koncem 80. let, postupně sloužil jako starosta Šanghaje (1991–1995), tajemník šanghajského městského výboru KS Číny (1994–2002), první místopředseda vlády (2003–2007). Současně byl členem politbyra (1994–2007) a jeho stálého výboru (2002–2007).

## Život
Chuang Ťü se narodil 4. července 1929 v Šanghaji. Žil v Če-ťiangu, v okresu Ťia-šan, kde chodil i na základní a střední školu. V letech 1956–1963 vystudoval elektrotechniku na univerzitě Čching-chua.
V letech 1963–1982 pracoval v různých šanghajských továrnách, začínal jako technik, postoupil až na zástupce ředitele společnosti. V roce 1966 vstoupil do Komunistické strany Číny. V letech 1982 až 1983 byl zástupcem vedoucího šanghajského Prvního úřadu pro strojírenský a elektrotechnický průmysl.
Roku 1983 přešel do aparátu komunistické strany: v letech 1983–1984 ve stálém výboru šanghajského městského stranického výboru odpovídal za průmysl; v letech 1984–1985 byl generálním sekretářem šanghajského stranického výboru a v letech 1985–1986 zástupcem tajemníka městského výboru odpovědným za propagandu. Od roku 1986 byl místostarostou Šanghaje, přičemž starostou byl Ťiang Ce-min a od roku 1988 Ču Žung-ťi. Na XIII. sjezdu KS Číny v říjnu/listopadu 1987 byl zvolen kandidátem ústředního výboru. Když Ču Žung-ťi nastoupil do Pekingu na místo místopředsedy vlády, stal se Chuang Ťü v dubnu 1991 starostou Šanghaje (do února 1995). Na XIV. sjezdu KS Číny v říjnu 1992 byl zvolen členem ústředního výboru (znovuzvolen 1997 a 2002) a poté v září 1994 tajemníkem městského výboru KS Číny (namísto Wu Pang-kuoa, který přešel do vyšších funkcí v Pekingu). Současně byl v září 1994 na zasedání ústředního výboru zvolen členem politbyra. Vzestup Chuang Ťüa v šanghajské politice a na celostátní úroveň byl do značné míry zásluhou protekce Ťiang Ce-mina, starosty (1985–1988) a tajemníka (1987–1989) v Šanghaji a od června 1989 generálního tajemníka ÚV KS Číny. Chuang Ťü byl v Šanghaji považován za jednoho z nejbližších Ťiangových spolupracovníků a Ťiangovo povýšení na nejvyššího stranického představitele Chuang Ťüovi otevřelo cestu k vyšším příčkám stranického kariérního žebříčku.
Během svého působení v čele strany v Šanghaji Chuang Ťü pevně kontroloval stranickou organizaci ve městě a podílel se řízení prudce rostoucí ekonomiky města, zejména nové čtvrti Pchu-tung, i když úspěch Šanghaje byl zpravidla připisován zejména Ču Žung-ťimu (starosta 1988–1991, tajemník 1989–1991) a Sü Kchuang-timu (starosta 1995–2001). Mezi starosty Šanghaje na konci 20. století byl totiž Chuang Ťü nejméně populární, během svého působení ve funkci šéfa šanghajské strany nezřídka kritizoval starostu Sü Kchuang-tiho a stavěl se proti tomu, aby zastával vyšší funkce. Protože Sü byl v Šanghaji populární osobností, averze k němu poškodila Chuangovu pověst mezi běžnými obyvateli. Naopak v šanghajských politických kruzích si Chuang Ťü vysloužil pověst obratného politika, který umí vytvářet vztahy se svými nadřízenými, a jak Huangův nástupce Čchen Liang-jü, tak Ťiang Ce-min hodnotili Chuang Ťüovo působení v Šanghaji vysoce kladně s tím, že zásadně přispěl k hospodářskému růstu Šanghaje.
Na XV. sjezdu KS Číny v září 1997 byl Chuang Ťü potvrzen v politbyru a setrval ve vedení šanghajské stranické organizace. Na XVI. sjezdu KS Číny v listopadu 2002 byl opět potvrzen v politbyru a navíc vybrán i mezi členy stálého výboru politbyra, přičemž už v říjnu 2002 předal funkci šéfa šanghajské strany nově zvolenému Čchen Liang-jüovi. Poté přešel do Pekingu, kde byl v březnu 2003 jmenován prvním místopředsedou státní rady (vlády). Ve vládě odpovídal za finance a bankovnictví.
Chuang Jüův blízký spolupracovník a nástupce v Šanghaji Čchen Liang-jü  byl v září 2006 odvolán z funkcí kvůli korupční aféře, nicméně Chuanga to nepostihlo, v té době byl již vážně nemocný a omezil svá veřejná vystoupení. Po dlouhé nemoci zemřel v Pekingu 2. června 2007.